# Hermann Mevius
Hermann Mevius (* 1820 in Breslau; † 20. Mai 1864 in Düsseldorf) war ein deutscher Landschafts- und Marinemaler der Düsseldorfer Schule.

## Leben
Ab 1836 studierte Mevius Malerei an der Kunstakademie Düsseldorf. In den Jahren 1838 bis 1840 war er dort Schüler in der Landschafterklasse von Johann Wilhelm Schirmer. Nach dem Studium blieb er in Düsseldorf ansässig, von wo aus er Studienreisen an die Küsten der Niederlande, Frankreichs sowie Deutschlands unternahm und wo er von 1848 bis 1854 Mitglied des Künstlervereins Malkasten war. Wie der wenig ältere Andreas Achenbach neigte Mevius zur narrativen und dramatischen Schilderung stürmischer Szenen auf See. Um 1842 entstanden nach Helgoland-Motiven von Mevius wohl acht Lithografien von Karl Friedrich Emil Beer (tätig 1842–1855). Sein Gemälde Schiffbruch an der Insel Capraja im ligurischen Meere oder Schiffbruch an der ligurischen Küste wurde am 20. August 1855 als erstes Werk für die Oberösterreichische Landesgalerie in Linz angekauft und 1858 der Allgemeinen Ausstellung in München überlassen. Aus dem Nachlass seines verstorbenen Freundes bot der Maler Eduard Lotz dem Oberösterreichischen Kunstverein 1865 auch das Aquarell, das den Entwurf zu dem 1855 angekauften Ölgemälde bildete, zum Kauf an.

## Werke (Auswahl)
- Holländischer Kanal, 1841
- Eine sinkende Fregatte, 1844

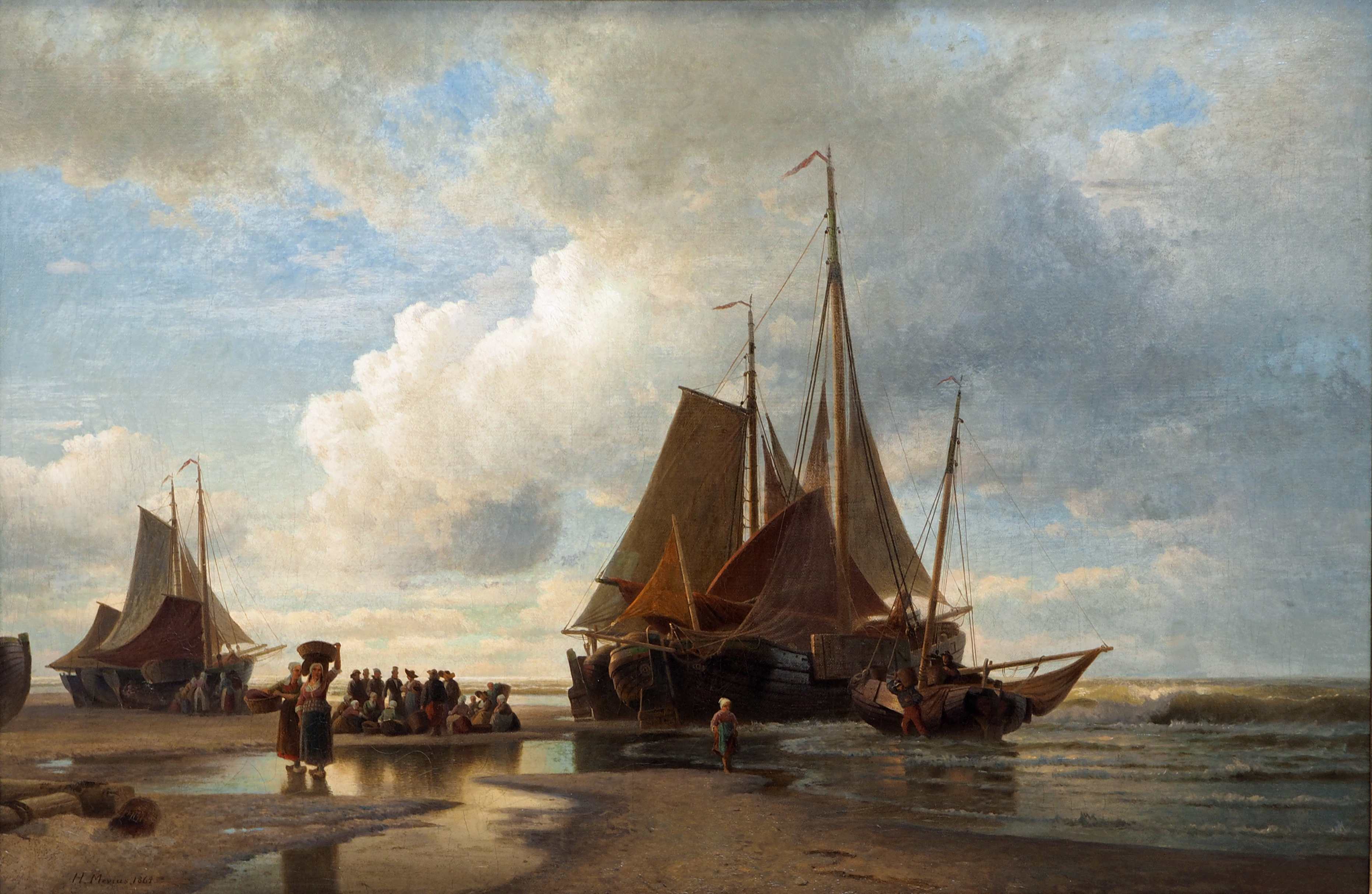
Fischerleute beim Entladen des Fanges

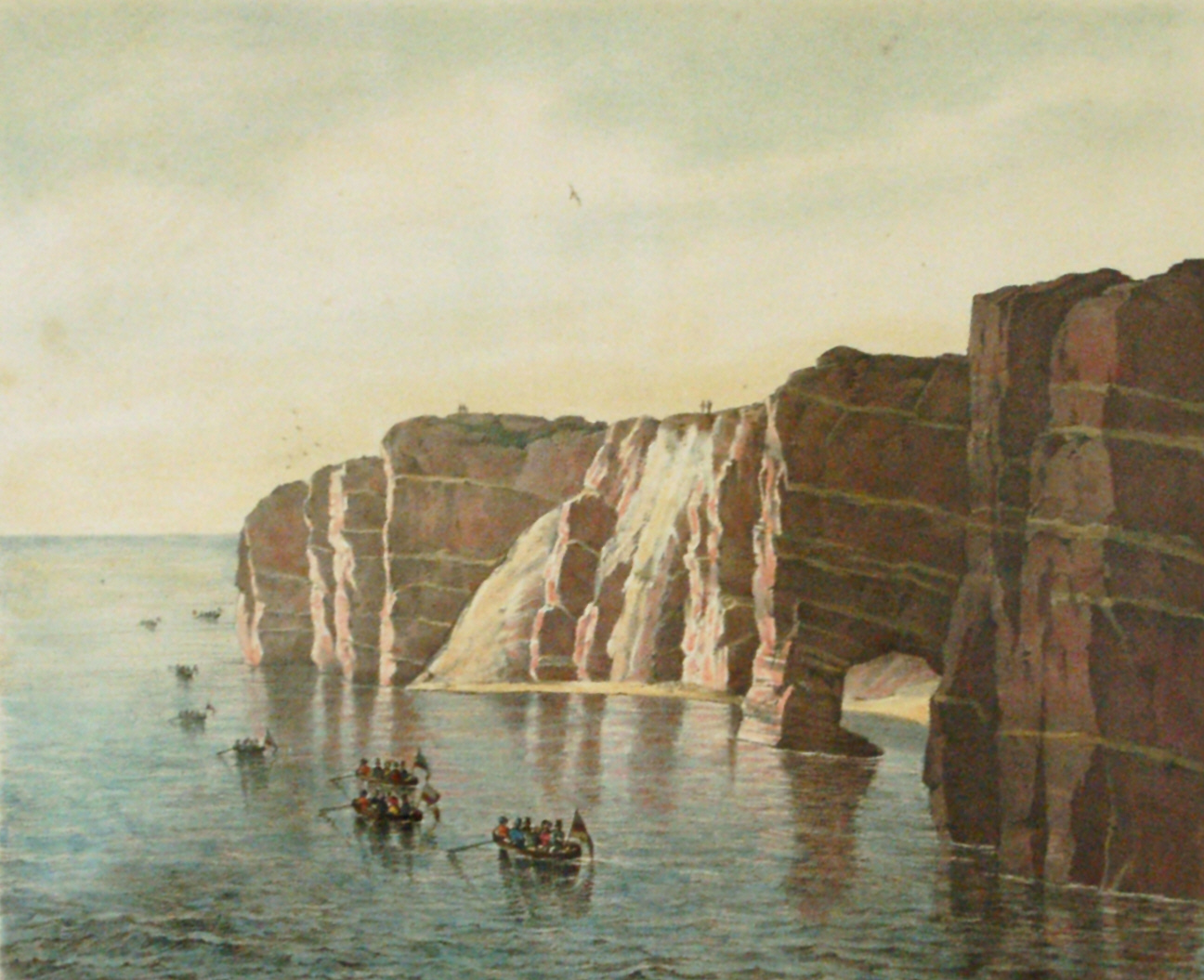
Westküste von Helgoland, um 1850

- Der neue Hafen von Rotterdam, 1846
- Im Kanal vor Dordrecht, 1846
- Schiffbruch an felsiger Küste, 1847
- Schiffbruch, 1848
- Reede von Dordrecht, 1850
- Westküste von Helgoland, um 1850
- Gestrandeter Ostindienfahrer an der französischen Nordküste, 1851
- Schiffswrack an der Küste, 1851
- Die Mündung des Hafens von Ostende, 1851
- Partie der Küste von Noli, 1852
- Die Reede von Amsterdam, 1852[8]
- Englischer Dampfer und Vierländer Ewer vor Hamburg, 1856